# 斑蜷
斑蜷（学名：Melanoides maculata）是吸螺目锥蜷科拟黑螺属的一种。主要分布于台湾、菲律賓、印尼，常栖息在河川、池塘。
其种加词“maculata”意为“有斑点的”。